# District de Ganderbal
Le district de Ganderbal (ourdou : ضلع گاندربل) est un district du territoire du Jammu-et-Cachemire, en Inde.

## Géographie
Au recensement de 2011, sa population compte 297 003 habitants.
Son chef-lieu est la ville de Ganderbal. 